# Ozarba pallida
Ozarba pallida là một loài bướm đêm trong họ Noctuidae.